# リムスキー=コルサコフ諸島

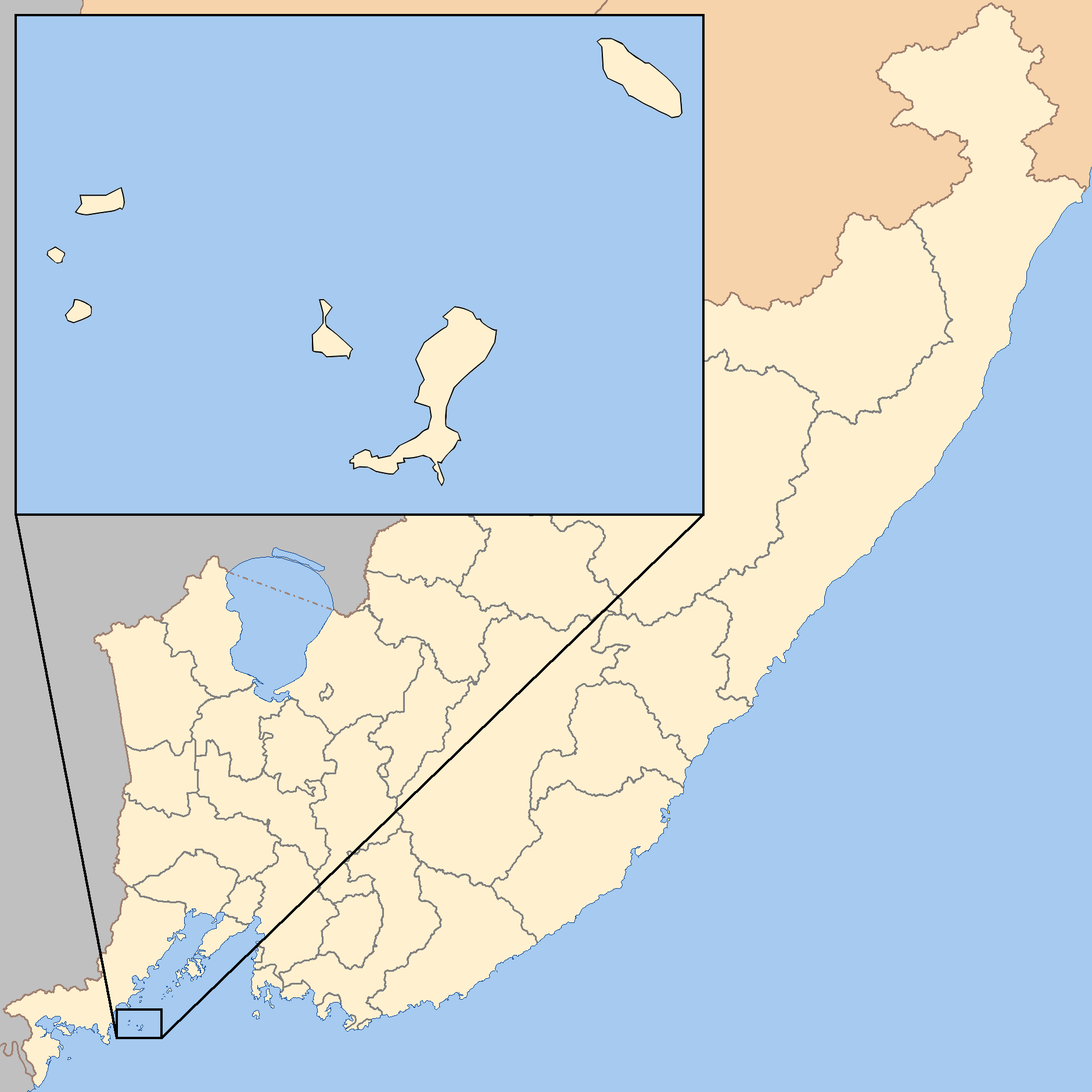

リムスキー=コルサコフ諸島 (北緯42度42分 東経131度26分 / 北緯42.700度 東経131.433度ロシア語: Архипелаг Римского-Корсакова)とは、日本海北西部のピョートル大帝湾中央部にあるムラヴィヨフ＝アムールスキー半島の南沖にある諸島。6つの小さな島といくつかの海食柱からなる。ウラジオストクから70km南西、イェフゲニー諸島の南西に位置する。

## 名称
1851年にフランスの捕鯨船により最初に発見されIles peléeと名づけられた。その後、スクーナー Vostok の船長で有名な作曲家のニコライ・リムスキー＝コルサコフの兄であるヴォイン・リムスキー＝コルサコフ (Voin Rimsky-Korsakov) にちなんで今の名称となった。

## 地理
諸島は無人であり、面積は約6km2。最大の島はボリショイ・ペリス島 (3.80km²).

### 構成する島
- ボリショイ・ペリス島(Большой Пелис)
- ステニナ島(Стенина)
- デ・リブローナ島(Де-Ливрона)
- マトベーエワ島(Матвеева)
- ドゥルノーバ島(Дурново)
- ヒルデブランタ島(Гильдебрандта)